# Rodrigo Moledo
Rodrigo Modesto da Silva Moledo (Rio de Janeiro, 27 oktober 1987) is een Braziliaans voetballer die doorgaans speelt als centrale verdediger. In januari 2025 verruilde hij Chapecoense voor Coritiba.

## Clubcarrière
Moledo begon zijn carrière bij União. In 2009 werd hij voor één seizoen verhuurd aan Odra Wodzisław. Internacional was voldoende overtuigd om hem aan te trekken en ze haalden de verdediger op. Zijn eerste doelpunt voor de club scoorde hij op 7 september 2011 in een 4–2 overwinning op Atlético Mineiro in de Campeonato Brasileiro. In de zomer van 2013 maakte Moledo voor circa vijf miljoen euro de overstap naar het Oekraïense Metalist Charkiv. In 2015 keerde de Braziliaan terug naar Internacional, maar een jaar later vertrok hij weer zonder competitieoptredens. Panathinaikos lijfde hem in en hij zette zijn handtekening onder een verbintenis voor de duur van drie seizoenen. Na anderhalf jaar keerde Moledo voor de tweede maal terug naar Internacional. Hier vertrok hij in januari 2024. Later dat jaar, in juli, tekende Moledo een contract bij Chapecoense. Een half seizoen later verkaste hij naar Coritiba.

## Interlandcarrière
Op 19 april 2013 werd Moledo door bondscoach Luiz Felipe Scolari opgeroepen voor het Braziliaans voetbalelftal. Hij verving in die selectie Henrique, die met zijn club Palmeiras moest spelen een dag na de interland tegen Chili op 24 april. De CONMEBOL verplaatste de wedstrijd van Palmeiras echter een week, waardoor Henrique gewoon mee kon gaan. Moledo bleef wel op een shortlist staan.